# أورلاندو فيلا
أورلاندو فيلا (بالإسبانية: Orlando Vela)‏ هو لاعب كرة قدم مكسيكي، ولد في 5 سبتمبر 1994 في مدينة فيراكروز في المكسيك. لعب مع تايجرز أونال.

## وصلات خارجية
- أورلاندو فيلا على موقع قاعدة بيانات كرة القدم.إي يو (الإنجليزية)
- أورلاندو فيلا على موقع AS.com (الإسبانية)